# Sainte-Anne-de-Beaupré
Sainte-Anne-de-Beaupré – miasto w Kanadzie, w prowincji Quebec, w regionie Capitale-Nationale i MRC La Côte-de-Beaupré. Miasto położone jest nad Rzeką Świętego Wawrzyńca. Znane jest na całym świecie ze względu na swoje sanktuarium katolickie, Bazylikę św. Anny.
Liczba mieszkańców Sainte-Anne-de-Beaupré wynosi 2 803. Język francuski jest językiem ojczystym dla 98,2%, angielski dla 0% mieszkańców (2006).

## Atrakcje turystyczne
- Kanion Sainte-Anne położony 6 km na wschód od miasta.
- Wielka panorama jerozolimska - w specjalnej budowli znajduje się wielki obraz paryskiego malarza Paula Philippoteuxa, przedstawiające panoramę Jerozolimy.
- Bazylika św. Anny